# Purisme (linguistique)
Pour les articles homonymes, voir purisme.
 (juillet 2018).
Si vous disposez d'ouvrages ou d'articles de référence ou si vous connaissez des sites web de qualité traitant du thème abordé ici, merci de compléter l'article en donnant les références utiles à sa vérifiabilité et en les liant à la section « Notes et références ».
Le purisme, en linguistique, est l'attitude qui consiste à chercher à rendre une langue « pure » en la débarrassant d'éléments considérés comme un appauvrissement — ou une détérioration — du langage et une menace pour son intégrité. Ces éléments rejetés sont le plus souvent :
- des emprunts récents à d'autres langues : par exemple, de nos jours, les anglicismes en français ;
- des néologismes ;
- de nouvelles tournures syntaxiques.
- des évolutions sémantiques, appelées abus de langage.

Les puristes font ainsi une distinction entre un langage « correct » ou « mauvais » : ainsi, il sera jugé que telle personne qui utilise tel terme « parle mal », tandis que telle personne qui en utilise un autre « parle correctement ».
Le problème du purisme peut cependant se poser de manière différente selon le statut social des langues :
- les langues établies comme le français, l'espagnol ou le japonais, sont solides, dynamiques et leurs structures fondamentales ne sont pas réellement menacées par les emprunts et les innovations ;

- les langues subordonnées ou langues minoritaires, comme le basque, le corse ou les langues kanaks, sont fragilisées par les interférences massives des langues dominantes, qui tendent plus à les remplacer qu'à leur fournir de nouveaux éléments.

## Exemples
- Dans la langue française, un néologisme provenant du latin, du grec ancien ou d'un mélange des deux sera préféré à un emprunt anglais, car les deux premières langues, étant la base du français cultivé, sont jugées « plus pures ».
- Certaines chroniques donnent les termes « à employer ».
- Refus de l'emploi de « soi-disant » pour parler d'un objet, puisque la définition donnée par la plupart des dictionnaires comme Larousse ou Le petit Robert est « qui se prétend comme tel » [1].
- Lors de la réforme de la langue turque, Atatürk fit enlever les mots d'origine arabe ou persane.
- Les puristes du hindi et du swahili ont voulu rompre avec les mots hérités de la colonisation.

### Anglais
L'anglais n'a pas une tendance puriste de grande envergure portant sur son vocabulaire, dont une grande partie, d'origine française, s'est bien enracinée après la conquête normande au XIe siècle. En général, les questions puristes se limitent à la grammaire, à l'orthographe et à l'étiquette.
Le purisme lexical a cependant été défendu par des écrivains comme William Barnes au XIXe siècle et George Orwell au XXe, à travers l’usage de mots comme birdlore au lieu d’ornithology, et bendsome au lieu de flexible. Il s’agit pour eux de forger des mots plus familiers aux locuteurs moins cultivés, et plus conformes au fond lexical de l’anglais, que les mots composés empruntés au grec et au latin.

### Arabe
Pour des raisons culturelles et linguistiques, l'arabe littéraire a un haut niveau d'immunité contre les emprunts. C'est la langue du peuple arabe uni, mais surtout la langue du Coran, et donc celle d'Allah. La langue arabe jouit d'un grand respect et le courant puriste est largement accepté. Sur le plan linguistique, son système morphologique assez rigide et en même temps sa capacité de créer de nouveaux mots résistent à l'importation de mots étrangers et favorisent la mise en valeur des racines et formes arabes. Ce purisme touche non seulement les termes de tendance, mais tous les domaines (où les langues européennes tendent à emprunter au grec/latin), par exemple le vocabulaire savant (cosmos, atome, transfusion, synchronisation) où les langues de l'Ouest tendent à emprunter au latin ou au grec. L'attitude puriste de l'arabe littéraire se différencie de celle de ses dialectes, très relâchée face aux emprunts.

### Basque
Au XVIIIe siècle, dans la langue basque, des tendances puristes ont commencé à apparaître aux mains de Pablo Pedro Astarloa, Joan Antonio Mogel et Manuel de Larramendi; ils ont commencé à former des néologismes ou à privilégier des mots d'origine basque pour remplacer ceux empruntés. Cependant, le purisme prend une réelle force à la fin du XIXe siècle grâce à Sabino Arana Goiri, le créateur du nationalisme basque. Arana a été suivi par de nombreux autres auteurs (p. ex. Resurrección María de Azkue, Kirikiño, Lauaxeta, Txomin Agirre) dont l'objectif était de minimiser l'influence des erdaras dans le basque et de promouvoir les mots d'origine basque et la création de nouveaux termes par leurs propres mécanismes. Le purisme est resté très fort jusqu'au milieu du XXe siècle, et bien qu'il se soit adouci, il reste une tendance notable et a fortement marqué le basque contemporain (basque unifié). Voici une liste des néologismes puristes à succès versus leurs équivalents empruntés:
| Néologisme  | Emprunt    | Sens en français |
| ----------- | ---------- | ---------------- |
| abestu      | kantatu    | chanter          |
| batzorde    | komisio    | commission       |
| ereserki    | himno      | hymne            |
| guda        | gerra      | guerre           |
| lehendakari | presidente | président        |
| olerki      | poema      | poème            |
| txirotasun  | pobrezia   | pauvreté         |
| zenbaki     | numero     | nombre           |

### Chinois
À cause de son système de syllabes relativement limitées, le chinois intègre mal les mots étrangers tels quels. Il y a quelques exemples où les caractères chinois choisis pour traduire un mot importé lui ressemblent quant à leur sens et leur son.

### Français
La France connaît un courant puriste significatif, soutenu officiellement par les gouvernements français et québécois, épousé par certains Francophones. Le résultat est une langue munie d'un nombre de termes natifs relativement élevé par rapport à ses cousines européennes[réf. nécessaire].
Parmi les efforts officiels, on trouve la Commission générale de terminologie et de néologie, qui crée de nouveaux mots par terminologie et néologie et les propose afin de remplacer les anglicismes.
Ce courant puriste découle du désir de préserver une langue considérée belle par beaucoup, de la vue que la Francophonie doit jouer le rôle de contrepoids face au modèle anglo-saxon, et de la politique gouvernementale d'assurer la compréhension et la transparence de nouveaux termes.

### Islandais
L'islandais est considéré une des langues les plus pures au monde, le résultat d'une tradition de forger les nouveaux termes techniques, savants, sociaux, commerciaux ou culturels à partir de ses propres racines et formes. Ce mouvement officiel et populaire, qui remonte aux XVIIIe et XIXe siècles et continue aujourd'hui, ciblait d'abord les emprunts danois et plus récemment anglais. Si les emprunts étrangers étaient intégrés tels quels au vocabulaire islandais, la façon dont il faudrait les écrire, les prononcer et les décliner soulèverait d'épineux problèmes.
| Français               | Islandais  | Sens littéral ou éclaircissement                                                       |
| ---------------------- | ---------- | -------------------------------------------------------------------------------------- |
| satellite              | gervitungl | lune d'usine                                                                           |
| téléphone              | sími       | Recyclage d'un mot tombé en désuétude ancien ayant le sens de ficelle, fil.            |
| météorologie           | veðurfræði | Mot composé de temps et savoir.                                                        |
| SIDA                   | eyðni      | Dérivé du verbe détruire, évoque l'anglais AIDS.                                       |
| technique, technologie | tækni      | À base du mot tæki (outil), choisi pour sa ressemblance (son et sens) au mot étranger. |
| ordinateur             | tölva      | prophétesse numérique                                                                  |
| brocoli                | spergilkál | asperge + plante du genre brassicacées.                                                |
| électricité            | rafmagn    | pouvoir de l'ambre                                                                     |

### Néerlandais
Malgré ses prouesses morphologiques (soit sa capacité d'élaborer des mots complexes), le néerlandais laisse entrer librement des mots étrangers, jusqu'au cœur de la langue (sorry, baby).

### Russe
Même si le russe était dans le passé plutôt puriste, au XXIe siècle, il a viré au relâchement total, négligeant parfois même  de convertir les emprunts en lettres cyrilliques.

## Critiques du purisme
- Raymond Queneau, l'un des principaux opposants au purisme en linguistique, souligne l'écart entre le français écrit et le français oral. Ainsi, il cite : « On ne peut plus soigner la France sans lui dire « tire ta langue ». Elle la tire. Moi je la trouve un peu blanchâtre. Ces sacrés Habits verts la soignent, et mal. Il faudrait qu’elle soit un peu plus rose cette langue. Un peu plus rose - au moins. » Dans Bâtons, chiffres et lettres, il propose une réforme radicale de l'orthographe et de la grammaire afin de moderniser le langage[2].
- Alain Rey critique aussi le purisme dans L'Amour du français (2007).